# Partit de Renovació Social
El Partit de Renovació Social (Partido da Renovação Social PRS) és un partit polític de Guinea Bissau, un dels principals partits del país.

## Història
El maig de 1991 el fins aleshores partit únic el Partit Africà per la Independència de Guinea i Cap Verd (PAIGC) del Guinea Bissau va fer una obertura democràtica en passar a un règim de pluripartidisme. Kumba Ialá, que havia estat expulsat del PAIGC l'any anterior, va fundar el PRS el gener de 1992. Ialá participà amb aquest partit a les eleccions generals de 1994, i va rebre el 21,88% dels vots a la primera volta el 3 de juliol. Encara que l'oposició es va unir sota la seva figura, a la segona volta, el dia 7 d'agost, amb el 48% dels vots va perdre l'elecció a favor del president sorting Nino Vieira amb el 52% dels vots. El PRS va obtenir el 10,3% dels vots a les eleccions parlamentàries de 3 de juliol del mateix any, obtenint 12 dels 100 escons.
Després que Vieira va ser deposat per un cop d'Estat el dia 7 de maig de 1999, el govern de transició sota el lideratge de Malam Bacai Sanhá va convocar noves eleccions. Un cop més Ialá va optar a la presidència. A la primera volta el novembre de 1999, va rebre el 38,81% dels vots. A la segona volta, el gener de 2000, va derrotar contundentment Sanhá amb el 72% dels vots. A les eleccions legislatives de novembre el PRS va obtenir 38 dels 102 escons, assolint ser el major partit a l'Assemblea Nacional Popular. El PRS va proposar el seu líder a l'Assemblea, Caetano N'Tchama, per a assumir el càrrec de primer ministre el gener de 2000. Ialá va renunciar al càrrec de president del PRS el maig següent. El primer ministre Alamara Nhassé va ser escollit líder del partit el gener de 2002 en una convenció del PRS. Quan fou nomenat primer ministre més tard a l'any va renunciar al càrrec de líder del partit i fou substituït per Alberto Nan Beia.
El període en què el PRS va estar al poder es va caracteritzar per una mala situació econòmica i inestabilitat política. Ialá va ser acusat per crítics de ser voluble i tenir tendències autocràtiques. Va dissoldre el parlament el novembre de 2002, però les eleccions anticipades previstes per a febrer de 2003 van ser ajornades diverses vegades, fins que el propi Ialá va ser deposat per un cop d'Estat liderat per Veríssimo Correia Seabra el 14 de setembre de 2003. El govern militar de Seabra va escollir el secretari-general del PRS, Artur Sanhá, com primer ministre d'un govern de transició, amb Henrique Pereira Rosa com a president. Van jurar el càrrec el 28 de setembre. Sanhá va assumir el càrrec, malgrat l'oposició de 15 dels 17 partits polítics implicats, que demanaven un primer ministre independent.
El PAIGC va guanyar les eleccions legislatives de 2004 amb el 33,88% dels vots i 45 dels 100 escons, mentre que el PRS va ser el segon partit més representat a l'Assemblea, amb el 26,50% dels vots i 35 escons. El PRS va acordar donar suport al PAIGC a l'Assemblea, a canvi d'una sèrie de càrrecs importants, malgrat no tenir cap ministre en el govern. Ialá va ser alliberat de l'arrest domiciliari poc abans de les eleccions legislatives de març de 2005, i fou escollit candidat del PRS a les eleccions presidencials d'aquell any. Tanmateix, només va rebre el 25% dels vots a la primera volta i, per tant, no va poder participar en la segona, disputada entre Malam Bacai Sanhá i João Bernardo Vieira. Ialá i seu partit van protestar contra el resultat de la primera volta, al·legant que havia rebut efectivament la majoria dels vots. Tanmateix, Ialá posteriorment va reconèixer el resultat i va sostenir la candidatura de Vieira a la segona volta. A causa d'una crisi en el PAIGC, que va causar la defecció de molts dels seus parlamentaris, el PRS esdevingué el partit més gran al parlament.
El 12 de novembre de 2006 Ialá va ser escollit novament president del PRS al tercer congrés del partit, amb prop del 70% dels vots. El líder anterior, Nan Beia, en va rebre el 20%. La seva victòria va ser, però, contestada pels seus adversaris dintre del partit.
El març de 2007 el PRS va formar una aliança tripartit amb el PAIGC i el Partit Unit Social Democràtic per tal d'intentar formar un nou govern. Això va comportar una moció de censura contra Aristides Gomes, que va dimitir al cap d'un mes. El 9 d'abril el tres partits van sostenir Martinho Ndafa Kabi del PAIGC com a primer ministre i el 17 d'abril es va formar un nou govern compost per ministres dels tres partits. El maig de 2007, després d'una crida d'una facció del PRS contrària a Ialá per a l'anul·lació del tercer congrés ordinari del parti, el Tribunal Regional de Bissau va cancel·lar les resolucions del congrés i Ialá va ser remogut del lideratge del partit. Tanmateix del 23 d'agost de 2007 la Cort Suprema de Guinea-Bissau revertí aquesta decisió i Ialá tornà a liderar el partit.
Membres del PRS van ser inclosos en el govern encapçalat per Carlos Correia, que va ser nomenat el 9 d'agost de 2008. El govern estava dominat per lleials a Vieira i membres del PAIGC, però el PRS va rebre cinc dels 28 càrrecs.
A les eleccions parlamentàries de novembre de 2008 el PRS va obtenir 28 escons, i quedà segon darrere del PAIGC. A les eleccions presidencials de 2009 Ialá van perdre davant Malam Bacai Sanha a la segona volta.
Ialá va acabar en segon lloc a la primera volta de les eleccions presidencials de 2012, però una segona volta entre ell i Carlos Gomes Júnior del PAIGC no es va dur a terme a causa d'un cop militar. Ialá va morir poc abans de les eleccions generals de 2014.
Per a les eleccions de 2014 el partit va nomenar Abel Incanda com a candidat presidencial, però finalment va acabar en quart lloc a la primera volta amb un 7% dels vots. No obstant això, el PRS va obtenir 41 dels 102 escons de l'Assemblea Nacional Popular, i va esdevenir el segon major partit després del PAIGC.